# Sarah Gavron
Pour les articles homonymes, voir Gavron.
Sarah Gavron est une réalisatrice britannique, née le 20 avril 1970.

## Biographie
Sarah Gavron fait ses études à la Camden School for Girls. Elle est diplômée de l'Université de York avec un BA en anglais en 1992 et une MA en études cinématographiques de l'Edinburgh College of Art. Sarah Gavron travaille pour la BBC sur des documentaires pendant trois ans. Elle poursuit ses études à la National Film and Television School. Elle a pour enseignant Stephen Frears.
Son premier film, This Little Life en 2003, est un drame télévisé sur la vie d'un couple et la naissance prématurée de leur enfant. Brick Lane en 2007 est son deuxième long métrage. Il s'agit d'une adaptation du roman Brick Lane de Monica Ali, qui raconte la vie d'une immigrante bangladaise vivant à Londres. En 2012,  Village at the End of the World est un documentaire réalisé au Groenland. En 2015, son film Les Suffragettes raconte l'histoire du mouvement des suffragettes, du début du XXe siècle pour le droit de vote des femmes. Le film se déroule à Londres en 1912.
Son film Rocks, a été présenté en première au Festival international du film de Toronto 2019.

## Filmographie
- 2000 : The Girl in the Lay-By (court-métrage)
- 2000 : Losing Touch (court-métrage)
- 2003 : This Little Life (téléfilm)
- 2007 : Rendez-vous à Brick Lane
- 2012 : Village at the End of the World (documentaire)
- 2015 : Les Suffragettes[8]
- 2017 : Transparent (série télévisée), épisode Cool Guy
- 2019 : Rocks

## Distinctions

### Récompenses
- BATA 2004 : Meilleur nouveau réalisateur pour This Little Life
- Festival du film britannique de Dinard 2007 : Hitchcock d'argent pour Rendez-vous à Brick Lane
- Festival de Saint-Sébastien 2007 : C.I.C.A.E. Award pour Rendez-vous à Brick Lane
- Festival international du film des Hamptons 2015 : Tangerine Entertainment Juice Award pour Les Suffragettes

### Nominations
- BATA 2004 : Meilleur téléfilm pour This Little Life
- BAFTA 2008 : Meilleur réalisateur pour Rendez-vous à Brick Lane